# Едвард Резерфорд
Френсіс Едвард Вінтл (нар. 1948), відомий під псевдонімом Едвард Резерфорд, — англійський письменник. Відомий як автор епічних історичних романів, які охоплюють довгі періоди історії, але розгортаються в певних місцях. Його дебютний роман «Сарум» з десятитисячолітньою сюжетною лінією заклав зразок для його подальшої творчості.

## Біографія
Резерфорд навчався в Кембриджському університеті та Стенфордській бізнес-школі, де отримав стипендію Слоуна. Після закінчення освіти працював у сфері політичних досліджень, книгорозповсюдження та видавництва. У 1983 році він залишив свою кар'єру в книжковій торгівлі та повернувся до дому свого дитинства, щоб написати Сарум, історичний роман з історією в десять тисяч років, дія якої відбувається в районі стародавньої пам'ятнки Стоунгенджа та Солсбері.
«Сарум» був опублікований у 1987 році і миттєво став міжнародним бестселером, залишаючись протягом 23 тижнів у списку бестселерів «Нью-Йорк Таймс». Відтоді автор написав ще сім бестселерів за версією «Нью-Йорк Таймс»: «Russka», роман про Росію; «Лондон»; «Ліс», дія якого розгортається в англійському Нью-Форесті, що лежить неподалік від Сарума; два романи «Дублін: Заснування (The Princes of Ireland) та Ірландія: Пробудження» («Ірландські повстанці»), які охоплюють історію Ірландії від часів перед святим Патріком до двадцятого століття; Нью-Йорк, Париж і Китай.
Його книги були продані загальним накладом понад п'ятнадцять мільйонів примірників і перекладені двадцятьма мовами, зокрема й українською Резерфорд мешкав поблизу Дубліна, Ірландія, з початку 1990-х років, але зараз живе між Європою та Північною Америкою.
«Нью-Йорк: Роман» отримав премію Langum за американську історичну фантастику в 2009 році і був нагороджений медаллю Вашингтона Ірвінга за літературні досягнення від Товариства Святого Миколая міста Нью-Йорка в 2011 році.
У 2015 році Едвард Резерфорд став лауреатом Міжнародної почесної нагороди за історичний роман від міста Сарагоса «за його роботу в галузі історичного роману».

## Особливості романів
Резерфорд бере від чотирьох до шести вигаданих сімей і розповідає історії їхніх нащадків. Використовуючи цю структуру, він описує історію місця, часто від початку цивілізації до сучасності — це свого роду історична фантастика, натхненна роботою Джеймса Міченера.
Романи Резерфорда, як правило, мають щонайменше 500 сторінок, а іноді й більше 1000. Поділений на кілька частин, кожен розділ представляє різну епоху в місці, де відбувається роман. Зазвичай у вступі є розширене генеалогічне дерево, де кожна лінія покоління відповідає певним розділам.

## Твори
- Сарум (1987) під останньою назвою Сарум: роман про Англію
- «Руска» (1991) іноді під назвою «Руска: роман Росії».
- Лондон (1997)
- Ліс (2000)
- Dublin: Foundation (2004) під назвою «Принци Ірландії: Дублінська сага в Північній Америці»
- Ірландія: Пробудження (2006) під назвою «Повстанці Ірландії: Дублінська сага в Північній Америці»
- Нью-Йорк (вересень 2009)
- Париж (квітень 2013) іноді під назвою Париж: роман
- Китай (травень 2021)[10]

## Переклади українською
- Едвард Резерфорд. Париж. Пер. з англ. Наталя Кудря. — Київ: Видавництво РМ, 2020 (перев. 2024)
- Едвард Резерфорд. Лондон. Пер. з англ. Володимир Панченко. — Київ: Видавництво РМ, 2024
- Едвард Резерфорд. Нью-Йорк. Пер. з англ. Анатолій Саган. — Київ: Видавництво РМ, 2025